# Taeniopetalum obtusifolium
Taeniopetalum obtusifolium är en växtart i släktet Taeniopetalum och familjen flockblommiga växter.
Arten är en perenn ört som förekommer i östra Bulgarien och nordvästra Turkiet. Den beskrevs som Peucedanum obtusifolium av James Edward Smith 1806, och fick sitt nu gällande namn av Michail Pimenov 2016.